# Pogonornis
Genre
Pogonornis est un genre d'oiseaux de la famille des Lybiidae.

## Répartition
Les oiseaux du genre Pogonornis se rencontrent en Afrique.

## Liste des espèces
Selon le Congrès ornithologique international (ordre phylogénique) il comporte cinq espèces :
- Pogonornis melanopterus (Peters, 1854) — Barbican à poitrine brune
- Pogonornis minor (Cuvier, 1816) — Barbican de Levaillant
- Pogonornis bidentatus (Shaw, 1799) — Barbican bidenté
- Pogonornis dubius (Gmelin, 1788) — Barbican à poitrine rouge
- Pogonornis rolleti (Filippi, 1853) — Barbican à poitrine noire